# Alte Feuerwache (Mannheim)

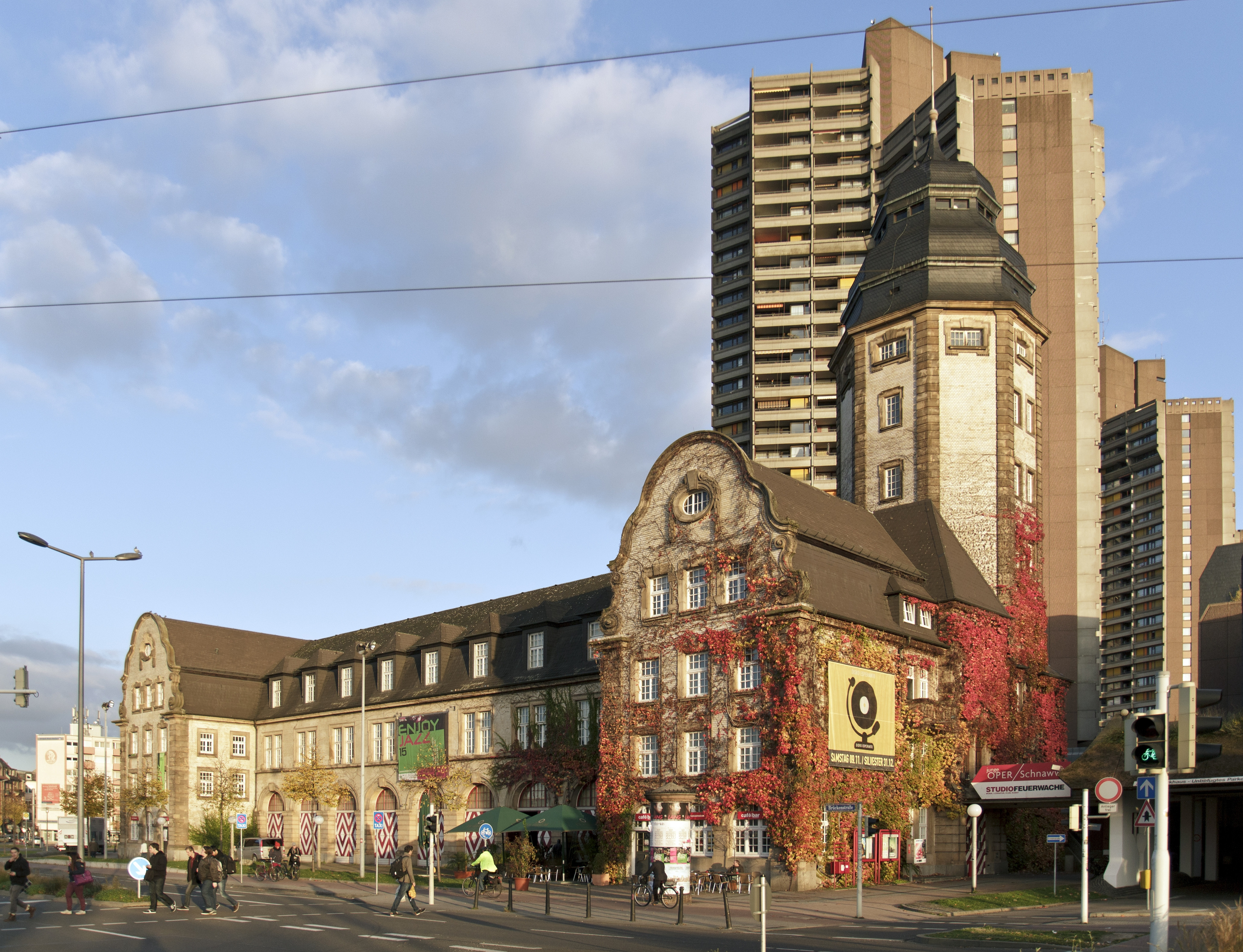
Alte Feuerwache

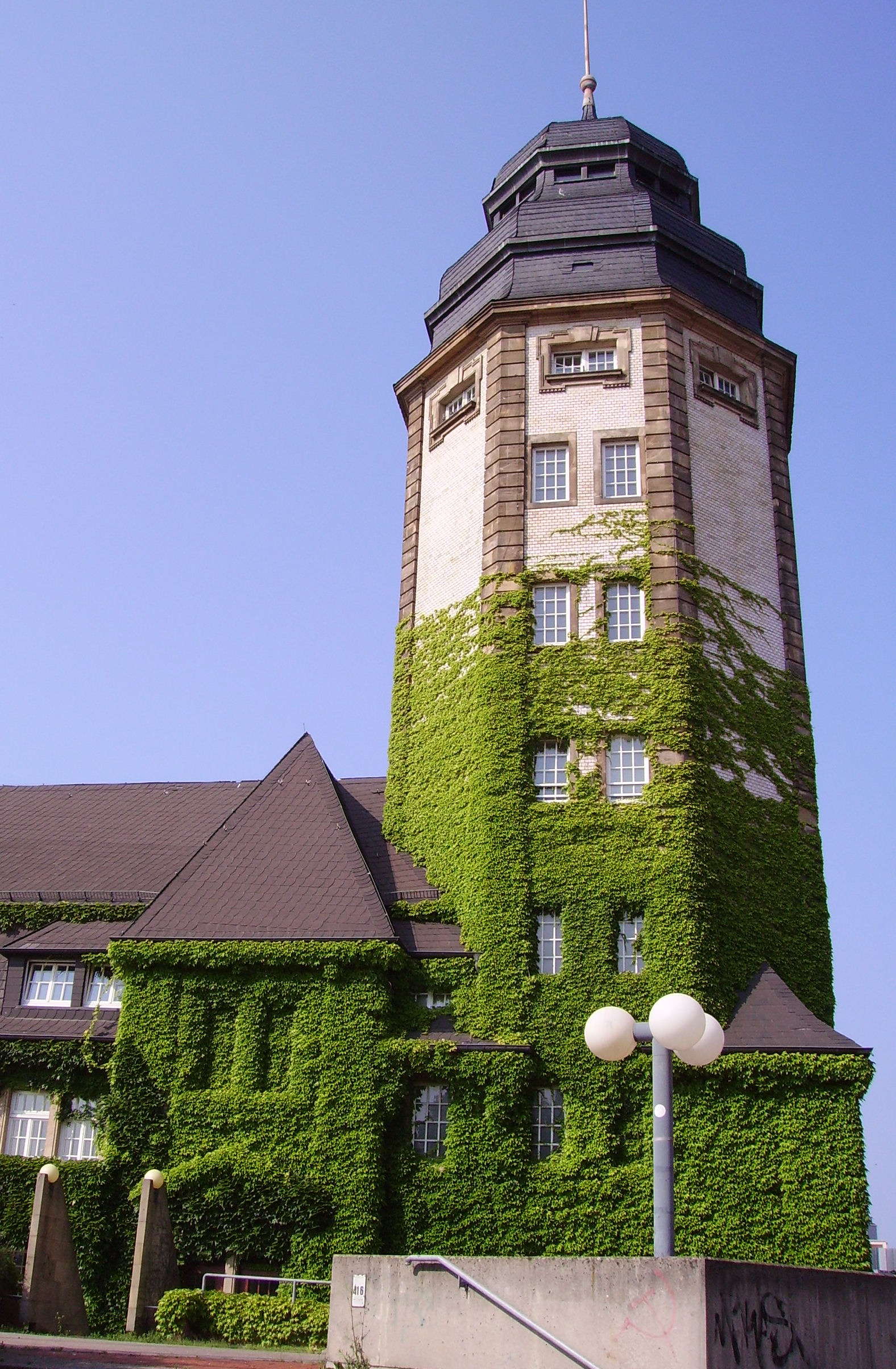
Schlauchturm

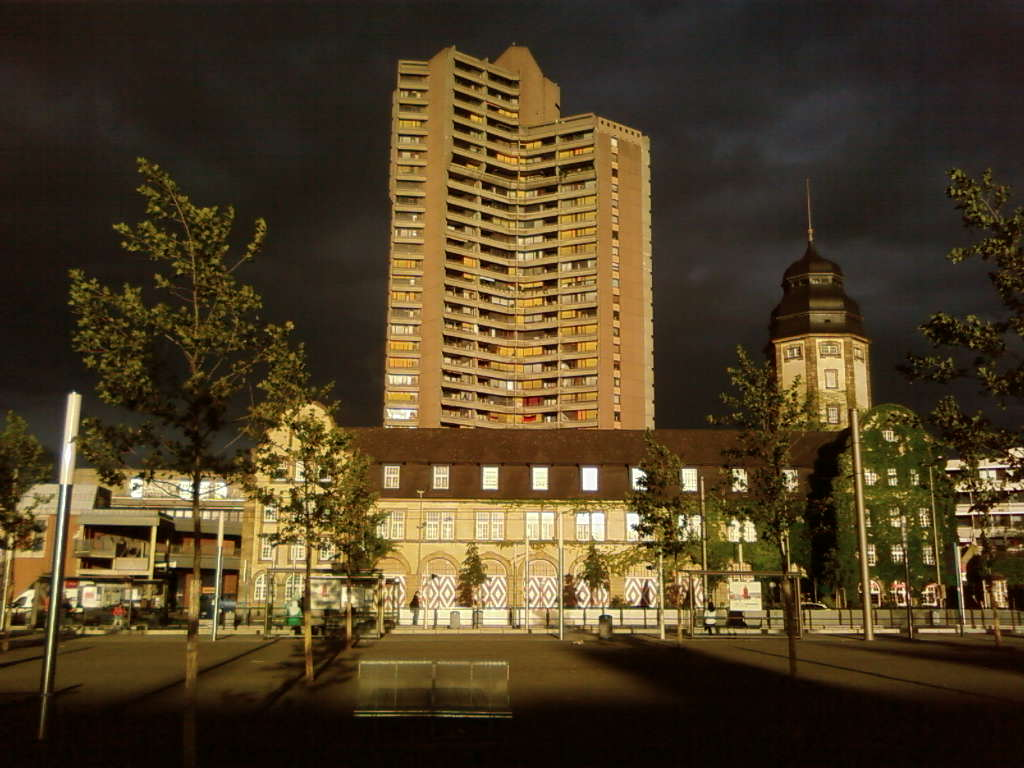
Alte Feuerwache bei Gewitter

Die Alte Feuerwache in Mannheim ist ein Kulturzentrum in einem historischen Feuerwehrhaus. Der Gebäudekomplex befindet sich in der Nähe des Neckars und war ab dem Jahr 1912 die zentrale Feuerwache der Stadt Mannheim.

## Geschichte
Die Mannheimer Hauptfeuerwache befand sich Ende des 19. Jahrhunderts in der Innenstadt auf dem Gelände des städtischen Bauhofs in den Quadraten U 2/U 3. Im Jahr 1910 entschied sich das städtische Hochbauamt für einen Neubau am strategisch günstigeren nördlichen Neckarufer. In den 1970er Jahren wurde die Hauptfeuerwache an einen neuen Standort im Stadtteil Lindenhof, südlich des Hauptbahnhofs, verlegt. Das Gebäude der alten Feuerwache sollte einem vierten Hochhausturm der Neckaruferbebauung Nord weichen und daher abgerissen werden.

## Musikwerkstatt Alte Hauptfeuerwache e.V.
Anfangs entwickelte der Arbeitskreis „Kulturpolitik“ der Mannheimer Jusos (Werner Göbel, Helmut und Ute Mocker und andere) ein Konzept zur Nutzung des Gebäudes als „Kommunales Kommunikationszentrum“ mit einem „soziokulturellen Programm für alle Bevölkerungsschichten und Altersgruppen“. Ein sehr theoretisch klingendes Konzept, das nicht den erhofften Anklang fand.
Wesentlich pragmatischer handelten Musiker aus der Rock- und Jazz-Szene um den umtriebigen Versicherungsmakler Gert Peter Schulz, Bassist der Rock-’n’-Roll-Gruppe „Just for Fun“. Sie gründeten den Verein „Musikwerkstatt Alte Hauptfeuerwache e. V.“ Diese Bürgerinitiative zum Erhalt der Hauptfeuerwache wurde breit unterstützt, etwa von Redakteuren der lokalen Tageszeitung „Mannheimer Morgen“ – allen voran Lokalredakteur Dieter Preuss. Der Verein veranstaltete in der ehemaligen Fahrzeughalle hinter dem zu schützenden historischen Gebäude jedem Samstag Konzerte. Das Prinzip: Der Eintritt war frei. Finanziert wurden die Veranstaltungen über den Getränkeumsatz: Zwei Drittel der Gewinne flossen der jeweiligen Band zu, ein Drittel dem Veranstaltungsbetrieb zur Deckung der Kosten. Binnen kürzester Zeit entwickelte sich „die Feuerwache“ zu einem beispiellosen Kulturzentrum. Sie etablierte sich als Publikumsmagnet für den gesamten Rhein-Neckar-Raum.
Was auch an der Örtlichkeit lag: Das Obergeschoss der Fahrzeughalle bot mit seinen zahlreichen kleinen Zimmern ausreichend Platz für Proberäume für Musiker. So entwickelte sich „die Feuerwache“ zum Musiker-Treffpunkt und zum Schmelztiegel, aus dem zahlreiche Bands und Formationen aller Musikrichtungen hervorgingen. Letztlich hat auch die im Jahr 2000 gegründete Mannheimer Popakademie ihre Wurzeln in dieser kreativen Phase.

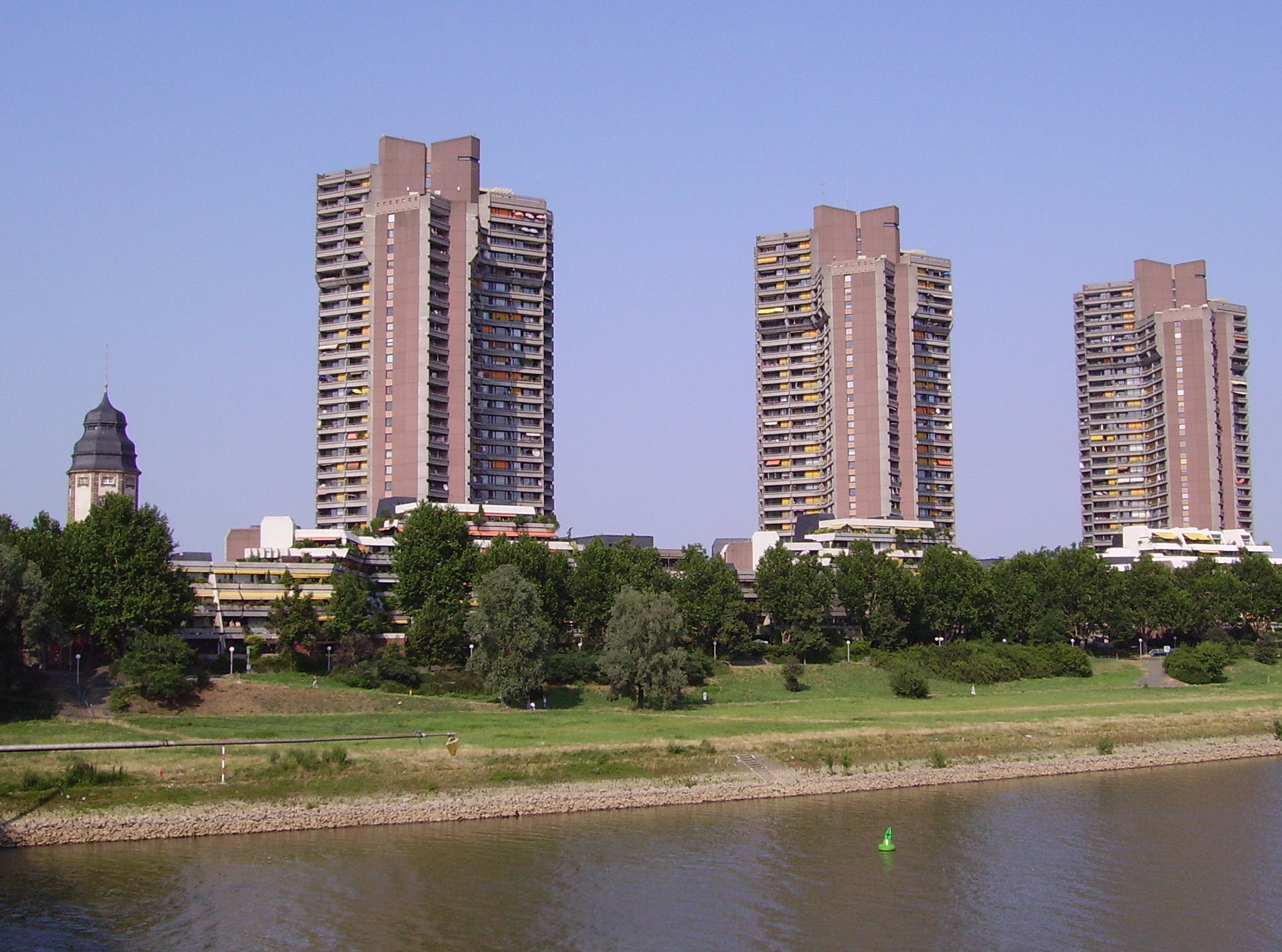
Neckarhochhäuser neben der Feuerwache

Schließlich musste der Stadtrat auf öffentlichen Druck hin das historische Hauptgebäude der Feuerwache unter Denkmalschutz stellen. Die Fahrzeughalle wurde wie geplant abgerissen und an ihrer Stelle der dritte Wohnturm gebaut, das Hauptgebäude – die Feuerwache – entkernt und von innen neu aufgebaut. Kostenpunkt seinerzeit: 21 Millionen Mark. 
Das Feuerwachen-Engagement gab die Initialzündung für zahlreiche weitere Kulturinitiativen in Mannheim. Das benachbarte, denkmalgeschützte Kino Capitol in der rund 300 Meter entfernten Waldhofstraße  zum Beispiel wurde aufgrund einer ähnlichen Initiative vor dem Abriss gerettet. Treibende Kraft war hier Matthias Graupner. Er führte, anders als die gemeinnützige Musikwerkstatt, Veranstaltungen mit kommerziellem Hintergrund durch, was der Sache aber keinen Abbruch tat. Das defizitäre Kino Capitol hatte einen neuen Verwendungszweck gefunden. Abrisspläne waren auch hier kein Thema mehr. In dieser Zeit gründete Graupner zusammen mit seiner Lebensgefährtin Regine Portele das Stadtmagazin Meier.

## Kulturzentrum Alte Hauptfeuerwache
Am 9. Mai 1981 wurde schließlich das Kulturzentrum Alte Hauptfeuerwache eingeweiht. Seitdem dient das Hauptgebäude als Kulturhaus. Der Verein Musikwerkstatt alte Hauptfeuerwache hatte ausgedient und wurde aufgelöst. Die Stadt hatte die Regie übernommen. Sie setzte eine Art Hausverwalter ein. Er sollte die Aktivitäten der verschiedenen Kulturinitiativen, die sich im Haus ansiedelten, koordinieren. 
Anfang der neunziger Jahre zeigte diese Struktur deutliche Schwächen. Die Aktivitäten verloren ihre Strahlkraft, die meisten ehrenamtlichen Initiativen lösten sich auf. Zu Beginn des neuen Jahrtausends wurde die Position des Hausleiters mit umfassenden Kompetenzen ausgestattet. Heute hat sich die Alte Feuerwache tatsächlich zu einem soziokulturellen Zentrum in kommunaler Trägerschaft entwickelt mit einem renommierten Programm vor allem für Jazz und zeitgenössische Rock- und Popmusik. Heute kann das Angebot der Feuerwache mit dem vergleichbarer Einrichtungen in deutschen Metropolen gut mithalten. Seit dem Jahr 2001 ist die Alte Feuerwache die wichtigste Mannheimer Spielstätte eines der wichtigsten deutschen Jazzfestivals Enjoy Jazz. Geschäftsführer ist seit Oktober 2012 Sören Gerhold.
Das zuvor dem Kulturamt der Stadt Mannheim unterstellte Zentrum wurde im Jahr 2005 in die Selbstständigkeit einer gemeinnützigen Gesellschaft (gGmbH) entlassen, um mehr Freiraum zu erhalten. Die Gesellschaft erhält einen kommunalen Zuschuss, der 2005 mit 590.000 Euro etwa ein Drittel des Jahresbudgets betrug. Im Gebäude finden sich auch heute noch verschiedenen kulturelle Einrichtungen: Proberäume für Bands, das Kinder- und Jugendtheater des Nationaltheaters Schnawwl, Werkstätten des Bezirksverbandes Bildender Künstler (BBK), das freie Radio bermuda.funk, Büros des Kulturamtes der Stadt Mannheim und Künstlerwohnungen.
Die Alte Feuerwache wurde im Jahr 2013 für ihr Live-Musik-Programm ausgezeichnet und erhielt aus der Hand von Staatsminister Bernd Neumann den deutschen Spielstättenpreis.

## Werkstätten für Druckgrafik
Der BBK Mannheim, Verband Bildender KünstlerInnen (BBK) blickt mit seinen Druckwerkstätten auf 40 Jahre Kulturarbeit in Kooperation mit Schulen, der Technischen Hochschule Mannheim, der Freie Kunstakademie Mannheim, der Kunsthalle Mannheim, den Reiss-Engelhorn-Museen sowie unzähligen Kursteilnehmer aus ganz Europa. Zahlreiche Künstler nutzen die Räume für Arbeiten, Seminare und Austausch.
Bei der Gründung der Alten Feuerwache wurden die Druckwerkstätten an das Arbeiten mit verschiedenen Druckmaschinen angepasst. Folgende Techniken und Anlagen stehen zur Verfügung: Siebdruck, Hochdruck, Lithografie, Radierung. Sie gehören damit mit Bethanien (Berlin) zu den größten Werkstätten für Kunstdruck in Deutschland.
Die künstlerischen Drucktechniken wurden im Jahr 2018 in das bundesweite Verzeichnis der immateriellen Kulturgüter der UNESCO aufgenommen.

## Architektur
Architekt Richard Perrey (u. a. Humboldt-Schule, Städtisches Krankenhaus heute Universitätsklinikum Mannheim, Herschelbad) plante den Jugendstilbau.
Charakteristisch für die Alte Feuerwache ist der 42 Meter hohe neubarocke Schlauchturm.